# Туркманчайский мирный договор
Туркманчайский договор (перс. عهدنامه ترکمانچای‎) или Туркманчайский трактат (рус. дореф. О мирѣ между Россіею и Персіею) — мирный договор между Российской империей и Каджарской Персией, завершивший Русско-персидскую войну (1826—1828).
Был подписан 10 (22) февраля 1828 года в селении Туркманчай (близ Тебриза) с российской стороны — командующим Отдельным Кавказским корпусом генерал-адъютантом И. Ф. Паскевичем и начальником канцелярии по внешним сношениям корпуса, действительным статским советником А. М. Обресковым, с персидской — наследным принцем Аббас-Мирзой и министром иностранных дел Мирзой Абуль Хасан-ханом.
В разработке условий договора и активное участие в переговорном процессе и соблюдении условий выполнения пунктов договора принимал русский поэт и дипломат А. С. Грибоедов, впоследствии (апрель 1828 года) назначенный министром-резидентом (послом) России в Персии.

## Предыстория

Карта военных действий Русско-персидской войны (1826—1828)

Очередная русско-персидская война, начавшаяся в июле 1826 года с нападения персидских отрядов на русские посты на территории Карабахского и Талышского ханств, на первоначальном этапе стала достаточно успешной для персов — уже к осени почти вся территория, перешедшая в подданство России в 1813 году, кроме Дагестана, вновь попала под их власть. В дальнейшем ситуация начала складываться в пользу России — была одержана победа под Шамхором, армия овладела городами Елисаветполь и Аббас-Абад, снята персидская осада Шуши, взят Нахичевань, отражено наступление персов у Эчмиадзина и Сардарапата, а 1 (13) октября 1827 года после продолжительной осады русской армии пала столица Эриванского ханства — город Эривань. В течение всей войны значительную поддержку русским войскам оказывало местное армянское население.
Проект будущего мирного договора, состоявший из 11 статей, а также проект торгового соглашения в приложении к нему, были составлены профильными ведомствами России и утверждены Николаем I ещё в апреле 1827 года. Ведение переговоров было поручено А. М. Обрескову, который назначался начальником канцелярии по внешним сношениям Отдельного Кавказского корпуса. Тогда же, в апреле, И. Ф. Паскевич назначил дипломата А. С. Грибоедова, знающего фарси и знакомого с местными обычаями, руководителем своей дипломатической канцелярии. Именно в рамках разработки мирного договора, российским императором было прямо указано о присоединении Эриванского и Нахичеванского ханств к России и об обозначении реки Аракс как будущей границы: «Посему статья, определяющая, чтобы Аракс составлял разъединительную пограничную черту, должна быть постановлением непреложным». Сумма военной контрибуции определялась в 40 млн руб. серебром:
Причина, побуждающая Государя Императора, назначить течение Аракса будущею границею между обоими государствами, основаны не столько на желании присоединить к обширным своим владениям ханства Ереванское и Нахичеванское, сколько по необходимости иметь границу твердую и естественную, которая будет опираться на крепость довольную важную и доставит ощутительные выгоды в отношении политическом и военном.
В ходе военных действий стороны несколько раз пытались сесть за стол переговоров: первая попытка была предпринята весной 1827 года, когда Аббас-Мирза отправил к И. Ф. Паскевичу своего посланника с предложением о начале переговоров. В ответ Паскевич отправил на переговоры с наследным принцем А. С. Грибоедова, у которого на руках находились российские требования для заключения мира. Переговоры окончились безрезультатно, а российский посланник убедился, что текущая ситуация на театре военных действий позволяет персидской стороне не принимать выдвинутые Паскевичем условия — России необходимо овладеть Эриванью и Тебризом для выдвижения ультимативных требований противнику. К августу военно-политическая обстановка для персидской стороны ухудшилась — Аббас-Мирза запросил очередные переговоры, однако на этот раз получил отказ Паскевича, считавшего готовившееся осеннее наступление Русских войск первоочередной задачей.

## Переговоры

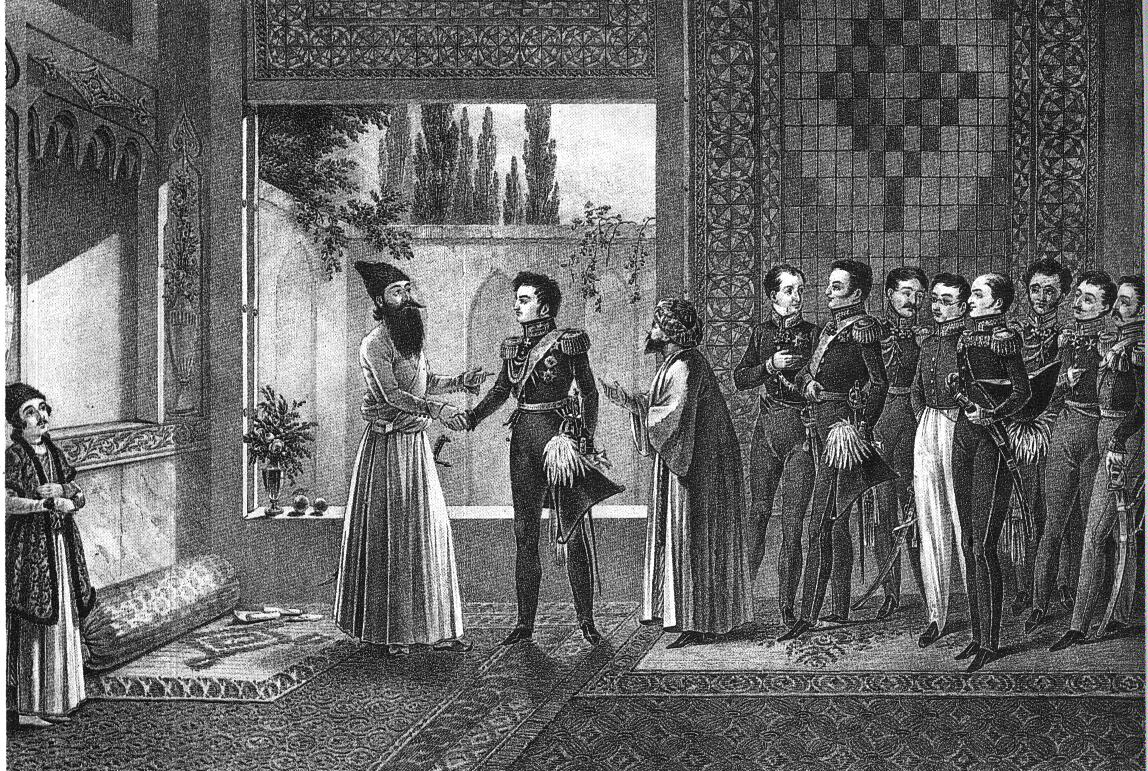
Переговоры российской и персидской делегаций в Дейкаргане (Деххваргане), года.
Во главе делегаций И. Ф. Паскевич и Аббас-Мирза. 5-й справа — А. С. Грибоедов, 2-й справа — Л. Е. Лазарев

После взятия к осени 1827 года русскими войсками Эривани и Тебриза, секретарём миссии Великобритании в Персии Дж. Макнилл и Тебризским ханом Фатх-али, срочно приехавшим в Нахичевань к русскому командованию, была передана позиция шаха Персии Фетх Али-шаха о согласии заключения мира на условиях России. Временное перемирие было заключено до 10 (22) декабря 1827 года. Русская и персидская делегации встретились в селении Дейкарган 6 (19) ноября. В составе российской делегации состояли — И. Ф. Паскевич, А. М. Обресков, редакторы протоколов А. С. Грибоедов, А. К. Амбургер и Н. Д. Киселёв, переводчики Аббас-Кули-ага Бакиханов и Г. М. Влагали; в составе персидской — Аббас-Мирза, каймакам Мирза-Аболь-Касем-Фаррахани, Бейлербей Фатх-Али-хан, статс-секретарь Мирза-Мохаммед-Али, переводчик Мирза-Масуд, а также посол Великобритании в Персии Макдональд. И. Ф. Паскевич от лица Российской стороны выдвинул следующие условия:
- До начала переговорного процесса выплатить 2,5 млн туманов (5 млн руб. серебром) в качестве подтверждения приверженности переговорам;
- Уступка России Эриванского и Нахичеванского ханств, вывод всех персидских вооружённых отрядов с территории Талышского ханства;
- Военная контрибуция в размере 15 млн туманов (30 млн руб. серебром)[Комм. 6];
- Вывод русских войск с территории Иранского Азербайджана будет осуществлён только после полной уплаты контрибуции, в противном случае данная территория будет объявлена независимым ханством[Комм. 7].

Территориальные претензии России были удовлетворены достаточно быстро — уже к 11 (24) ноября. Касаемо вопроса будущей границы, уже в ходе переговоров, И. Ф. Паскевич получил письмо армянского архиепископа Нерсеса Аштаракеци, в котором отмечалось, что новая граница должна проходить не в точности по реке Аракс, а строго на запад, по прямой линии, вплоть до текущей Османской границы: «Если русская граница будет проведена по Араксу, то часть Армении останется в пределах Ирана. Необходимо, чтобы в Армению вошли труднодоступное Макинское ущелье, весь Арарат (с тем, чтобы горная цепь отделяла нас от османской границы в районе Баязета), а также Кохп (Кульп) — богатый каменной солью». Известно, что бывший Главноуправляющий Кавказским краем А. П. Ермолов разделял эту точку зрения, считая, что «небольшие земли пространства по правую сторону Аракса, … включая окрестности горы Арарат, где богатейшие посевы хлопчатый бумаги и хлеба, и урочище Кульп, где неистощимые богатства каменной превосходной соли», по результата будущей войны, должны войти в состав России. В январе уже следующего года, Нерсес написал прошение на имя Главноуправляющего делами иностранных исповеданий Д. Н. Блудова, в котором утверждалось об ошибке, допущенной И. Ф. Паскевичем в очертании новых границ между государствами. На что последовал ответ последнего, в котором говорилось, что мир с Персией заключён «довольно выгодный», а с присоединением Макинского ханства, новая граница стала бы «весьма неопределенная». Паскевич также считал, что предложение Нерсеса было связано с нахождением на данной территории древних храмов Армянской Апостольской церкви.
Аббас-Мирза затягивал переговоры по требоваю шаха, однако, позднее, после согласия русской делегации о включении в мирный договор статьи о признании Аббаса-Мирзы наследником престола, он принял все требования России и подписал предварительные его условия. Но несмотря на то, что шах согласился выплатить сумму в 2,5 млн туманов, величина военной контрибуции, затребованная Паскевичем, его не устроила — персидская сторона просила уменьшить сумму и дать возможность выплачивать её в рассрочку. Переговоры продолжали затягиваться персидской, и только после того, как командующий русским корпусом пригрозил новым наступлением и продвижением вглубь территории Персии, Аббас-Мирза подписал все статьи договора и должен был направить его на ратификацию Фетх Али-шаху. Однако камнем преткновения в подписании договора оставалась сумма и способ оплаты контрибуции. Паскевич настаивал на первоочередной выплате контрибуции в полном объёме, что не устраивало вторую сторону, при этом, в ходе переговорного процесса российская сторона шла на уступки шаху, сокращая сумму требуемой контрибуции. Ближе к концу года переговоры стали затягиваться ещё по одной причине — начали распространяться слухи о скором начале очередной Русско-турецкой войны, что безусловно сказалось бы на положении Отдельного Кавказского корпуса Русской армии. Персидская сторона начала тянуть время. Воодушевлённый этими новостями, шах назначил нового командующего своей армией и нового наследника престола — Хасан Али-мирзу, и приказал ему продолжить военные действия. Переговоры вновь провалились.
На протяжении практически двух месяцев переговоров, «за спиной» шаха постоянно находились представители дипломатических кругов Великобритании, имеющие влияние на принятие им решения и ведущие политику, целью которой было максимально ослабить рост влияния России в Персии и, например, не допустить назначения российских консулов в персидские города, даже несмотря на успехи России на полях сражений. По мнению советского история Б. П. Балаяна: «От формулы неофициального посредничества, провозглашенной премьер-министром Англии в начале 1828 года, британская дипломатия добилась посредничества и де факто и де юре».
5 (18) января 1828 года переговоры были прерваны в связи с тем, что русская делегация не дождалась обещанных шахом денег, и после окончания срока перемирия, Русская армия возобновила наступательную операцию, взяв Урмию, Ардебиль и Тебриз, открыла себе путь к Казвину и Тегерану. Стоит добавить, что за день до объявлении о прекращении переговоров И. Ф. Паскевичем, вьючным транспортом из Тегерана была отправлена сумма в 2,5 млн туманов (5 млн руб. серебром). О чём русская делегация персидской стороной не была предупреждена. Персидская армия была дезорганизована, на территории страны вспыхивали антиправительственные волнения, а Аббас-Мирза бежал в Тегеран. Всё это вынудило шаха согласиться на все ранее предъявленные российские требования и запросить мир. Однако, и русское командование было заинтересовано в скорейшем заключении мира с Персией, так как к тому времени сильно вырос риск новой войны с Османской империей, о которой ещё 29 ноября (11 декабря) министр иностранных дел К. В. Нессельроде известил И. Ф. Паскевича.

## Условия договора
К 31 января (10 февраля) 1828 года средства в золотом эквиваленте (в переводе 5 млн руб. серебром) были переданы представителям России в районе села Миан. Паскевич назначил местом подписания договора селение Туркманчай близ Тебриза. Английская сторона пыталась перенести место подписания в другой населённый пункт, однако Паскевич не согласился. 6 (18) февраля 1828 года делегации обоих государств собрались в назначенном месте, а время заключения договора было определено астрологом Аббаса-Мирзы — в полночь с 9 (21) февраля на 10 (22) февраля.
Договор «О мирѣ между Россіею и Персіею», состоявший из 16 статей был подписан 10 (22) февраля 1828 года. О заключении мира возвестил 101 залп русских орудий.
- Ст. I. Статья об объявлении мира между Россией и Персией;
- Ст. II. Договор отменял взаимные обязательства по Гюлистанскому миру (1813), который заменялся новым договором.
- Ст. III. К России отходили территории Эриванского и Нахичеванского ханств[Комм. 13] с передачей в течение 6-ти месяцев всех необходимых документов персидской стороной, относящихся к управлению данными областями[63];
- Ст. IV. Статья с подробным описанием новой границы между государствами проходящей по реке Аракс[64], с привязной к местности;
- Ст. V. Признание Персией территории России выше описанной в Ст. IV границы «на вечные времена»;
- Ст. VI. На Персию налагалась контрибуция в 10 млн туманов (20 млн руб. серебром)[Комм. 14];
- Ст. VII. Россия признавала Аббас-Мирзу преемником Фетх Али-шаха и наследником персидского престола;
- Ст. VIII. Россия и Персия обеспечивали себе свободное право торгового судоходства в Каспийском море, а Россия обеспечивала себе исключительное (монопольное) право иметь военно-морской флот в Каспийском море;
- Ст. IX. Дипломатический церемониал. Гарантировалось соблюдение всех почестей и отличий для приёма дипломатических миссий и иных командированных представителей обоих государств;
- Ст. X. Статья о торговых взаимоотношениях между государствами[Комм. 15];
- Ст. XI и XII. Статьи, касающиеся подданных России в Персии и наоборот, и определявшие, среди прочего, возможность продажи и обмена их имущества по обе стороны новой границы в течение 3-х лет;
- Ст. XIII. Обе стороны обязывались вернуть всех военнопленных в течение 4-х месяцев. Военные комиссары должны были располагаться в Аббас-Абаде[Комм. 16];
- Ст. XIV. Статья, определяющая ограничения мест проживания и деятельность перебежчиков с обеих сторон, включая и бывших должностных лиц — подданных Шаха Персии. Также статья позволяла поданным обеих стран свободно переходить границу и селиться для временного или постоянного проживания;
- Ст. XV. Всем жителям Иранского Азербайджана, оказывающим сотрудничество и помощь Русской армии в ходе войны, гарантировалось помилование[Комм. 17]. Был гарантирован свободный переход жителей из Персии в Россию и наоборот в течение 1-го года с правом распоряжения своим имуществом в течение 5-ти лет[Комм. 18];
- Ст. XVI. Обязательное прекращение военных действий, а также устанавливался максимальный срок ратификации договора Российским императором и Шахом Персии — не позднее 4-х месяцев со дня подписания.

Дополнительно к мирному договору был подписан торговый трактат «О торговлѣ Россиіскихъ и Персідскихъ подданныхъ», состоявший из 9 статей и ратифицированный 20 марта (2 апреля):
- Ст. I. Русским купцам разрешалась свободная торговля (в том числе и транзитная) на всей территории Персии, персидским — на территории России;
- Ст. II. Все торговые контракты и иные письменные акты подданных обоих государств должны быть хаверены российским консулом или гражданским судьёй;
- Ст. III. Устанавливалась 5%-я торговая пошлина от общей стоимости товаров, а внутренние таможенные сборы отменялись;
- Ст. IV. Статья, разрешающая обеим сторонам в случае войны какого либо из них с третьей стороной транзитную перевозку товаров через её территорию;
- Ст. V. Поданным Российской империи разрешалось покупать жилые и нежилые (в том числе складские) помещения на территории Персии;
- Ст. VI. Государственные и дипломатические служащие обоих государств, находящиеся на территориях друг друга, в случае необходимости приобретения жизненно-важных вещей или предметов, освобождаются от уплаты пошлин или налогов;
- Ст. VII и VIII. Устанавливалась экстерриториальность русских подданных на территории Персии, и Россия получила право консульской юрисдикции в Персии. Судебные дела между русскими и иранскими подданными должны были рассматриваться иранскими властями, но обязательно в присутствии драгоманов русской миссии или консульства;
- Ст. IX. Статья, регламентирующая соблюдение данного трактата.

Северо-западные границы Персии по итогам войны
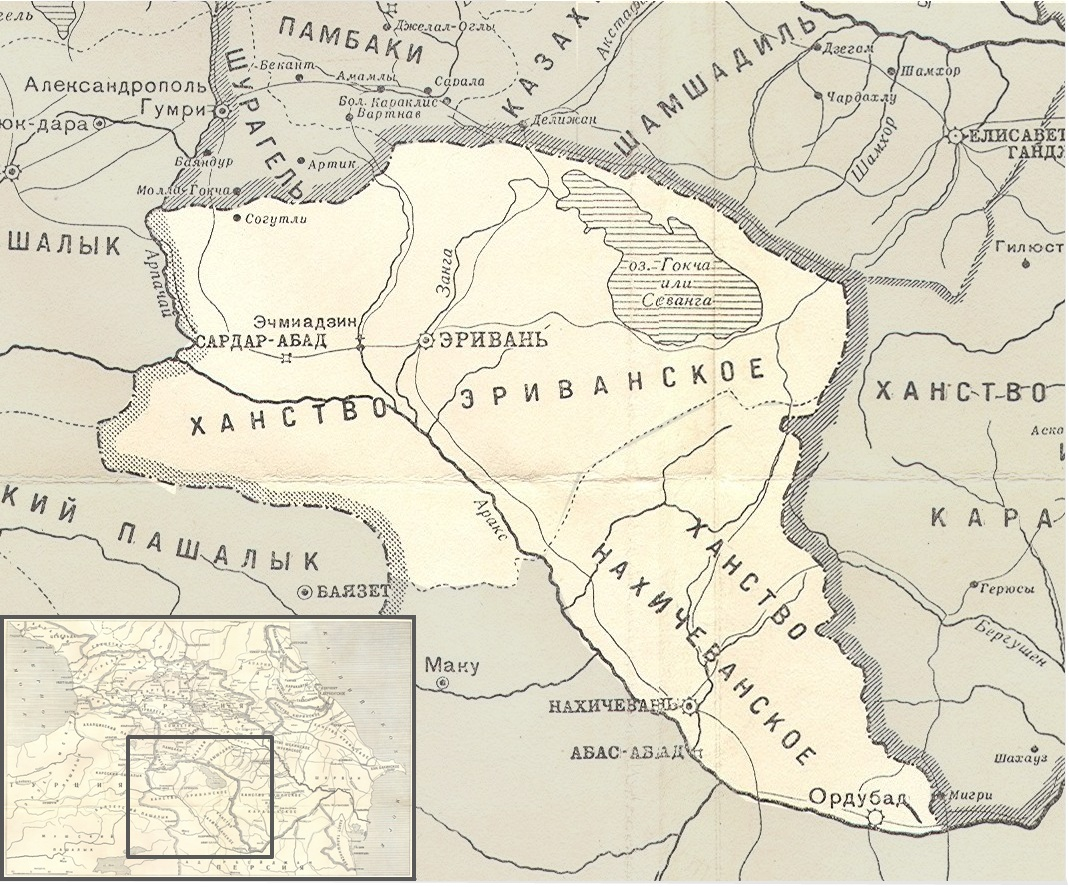
Эриванское и Нахичеванское ханства, отошедшие к Российской империи (1828)
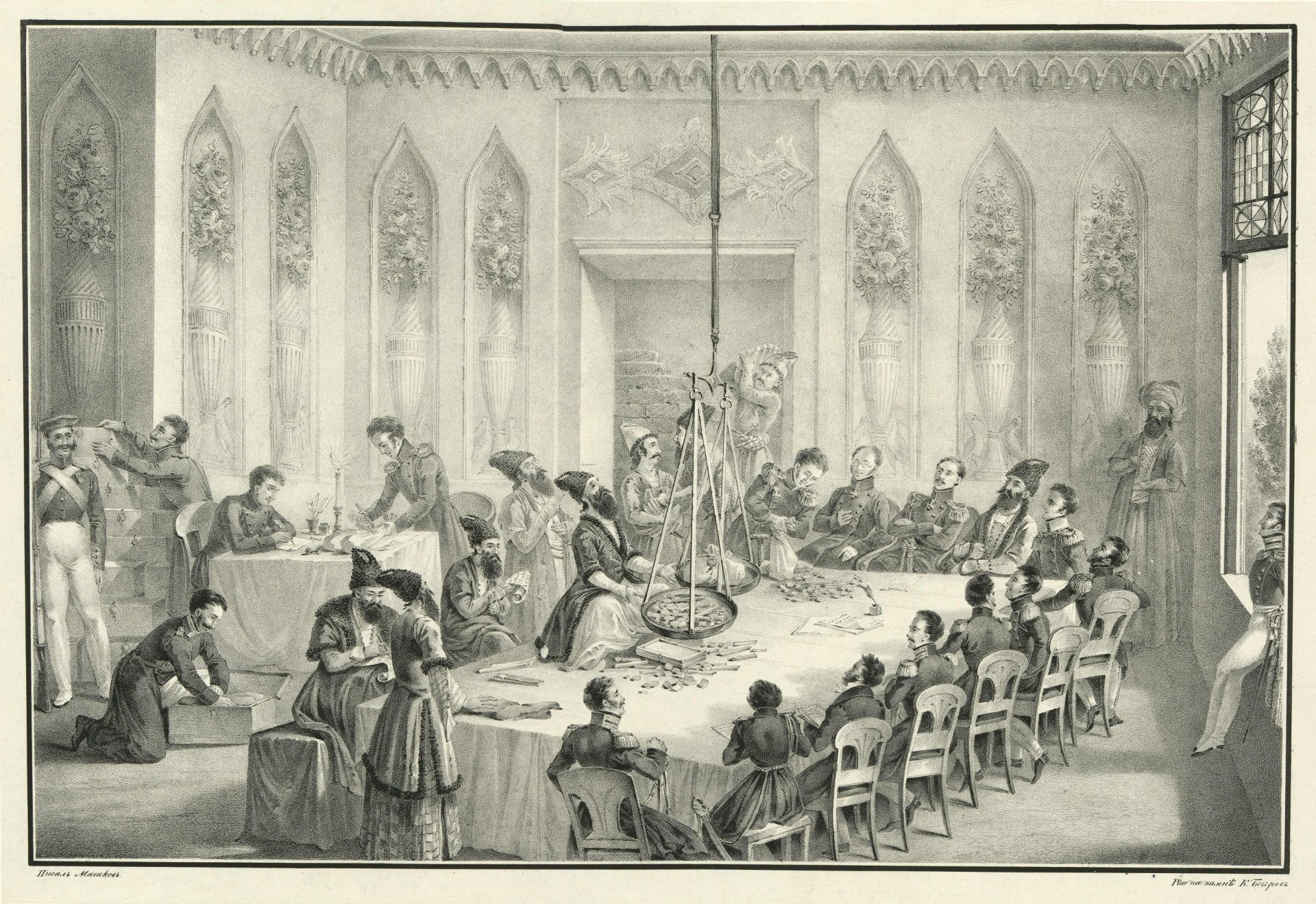
Выплата персами контрибуции в Тебризе. Гравюра К. П. Беггрова

Фетх Али-шах ратифицировал договор 3 (15) июня, а обмен ратификационными грамотами был произведён 29 июля (10 августа) на территории крепости Ахалкалаки, взятой Отдельным Кавказским корпусом в ходе войны с Османской империей.

## Последующие события

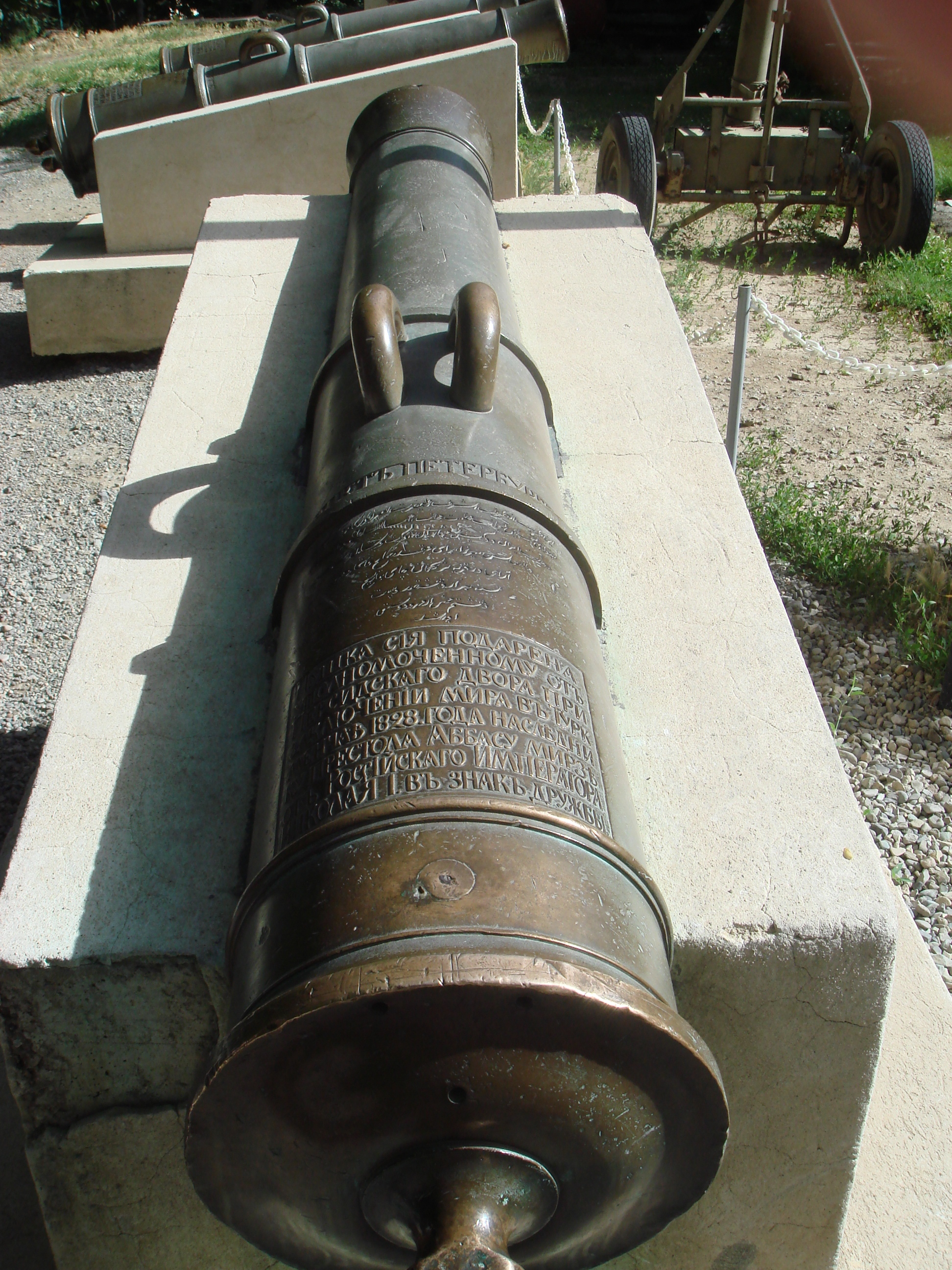
Орудие, переданное после подписания мирного договора. Военный музей, Тегеран, Иран

Вскоре после заключения мирного договора, в связи с начавшейся Русско-турецкой войной (1828—1829), подстрекаемое Великобританией персидское правительство попыталось уклониться от выполнения некоторых его условий. Основными проблемными вопросами являлись: выплата контрибуции, отношение шахского правительства к армянскому населению, которые, в том числе, подвергалось насильственному переселению в ходе войны, и возвращение военнопленных. 25 апреля (7 мая) А. С. Грибоедов был назначен послом (министром-резидентом) Российской империи в Персии. Его миссией, в том числе, являлся контроль за неукоснительным выполнением пунктов мирного договора персидской стороной. Грибоедов провёл множество переговоров как с высшими чиновниками двора, так и с самим шахом, прежде чем получил от персидской стороны подтверждения выполнения тех пунктов договора, с которыми персидская сторона так и не смогла смириться.
30 января (11 февраля) 1829 года антироссийски настроенной придворной группой религиозных фанатиков была организована и осуществлена резня русской дипломатической миссии, в результате которой погибло 56 человек, в том числе и сам Грибоедов. Формально, эта трагедия могли стать поводом для новой войны. Только в апреле, для дипломатического урегулирования ситуации, от имени персидского шаха в Россию начала формироваться дипломатическая миссия во главе с младшим сыном персидского шаха — Хозрев-Мирзой. Русские правящие круги были в полной мере осведомлены о реальных причинах и виновниках резни миссии, однако на кону стоял выбор — сохранить только что заключённый выгодный мир, или из соображений самоуважения и престижа начать новую войну с Персией при продолжающейся войне с Турцией. Николай I, не желавший вступать в новый вооружённый конфликт, удовлетворился принесёнными шахом «торжественными извинениями»:
Николай I, в расчёты которого не входило возобновление войны с Ираном, склонен был принять официальную иранскую версию о разгроме русской миссии: «происшествие должно приписывать опрометчивым порывам усердия покойного Грибоедова, не соображавшего поведение свое с грубыми обычаями и понятиями черни тегеранской»
В ответ, российский император направил дипломатическую миссию к шаху. Начавшийся новый этап в двухсторонних отношениях придал новый импульс развитию двухсторонних торговых связей, начался процесс приграничного урегулирования и обустройства новой границы. Николай I также отсрочил выплату оставшейся части контрибуции.
Окончательная демаркация границ между империями была закреплена 15 (28) января 1829 года подписанием специально созданной демаркационной комиссией протокола под названием «Описание границы». Со стороны России её возглавлял П. Я. Ренненкампф, со стороны Персии — Мирза-Масуд, Мирза-Ахмед и французский офицер С. Симино.
3 (16) июля 1844 года для решения спорных вопросов, возникающих в ходе реализации статьи XIV мирного договора, между Россией и Персией была подписана в Тегеране специальная Конвенция, состоящая из 4-х статей, и уточняющая пункты данной статьи. 25 сентября (8 октября) она была Высочайше утверждена указом правительствующему Сенату № 18247 «О заключенной между Россіею и Персіею дополнительной конвенціи въ исполненіе XIV статьи Туркманчайского трактата».
27 октября (9 ноября) 1901 года в Тегеране была подписана «Русско-Иранская таможенная декларация» об изменении и дополнении статьей Торгового трактата, заключённого в дополнении к мирному договору 1828 года.

## Значение договора
О наименовании присоединённых к России ханств Эриванского и Нахичеванского Областью Армянскою.
Силою трактата, с Персию заключённого, присоединённые от Персии ханство Эриванское и ханство Нахичеванское, Повелеваем во всех делах именовать отныне Областью Армянскою и включить оную в титул Наш. Об устройстве сей области и порядке её управления.
Правительствующий Сенат в своё время получит надлежащие повеления.
Подписано «Николай»
Ещё до окончательного завершения конфликта, российские подданные армянского происхождения (Христофор Екимович Лазарев, Моисей Захарович Аргутинский-Долгорукий и Александр Макарович Худобашев) разработали и внесли на рассмотрение высшему российскому руководству план создания автономной армянской административной единицы под протекторатом и управлением России. Однако Николай I не поддержал их предложение.
21 марта (2 апреля) 1828 года был издан указ Российского императора о создании нового административного образования в составе Российской империи — Армянской области. Она включала в себя бывшие Эриванское и Нахичеванское ханства, располагавшиеся на части территории исторической Восточной Армении. Император также принял новый титул «Государя Армянской области».
Джордж Бурнутян трактует создание Армянской области как уступку армянскому населению со стороны российского государства и «иллюзию полуавтономии», а также отмечает, что её создание было вызвано усилиями про-армянски настроенных российских государственных служащих, считавших необходимым поощрить армян за поддержку России во время войн с Персией. Видные армянские деятели стали принимать активное участие в местном управлении, оказывали услуги новой русской власти и других политических и общественных процессах, всячески способствуя укреплению новой администрации. Подписание договора и приход России являлся для армянского населения избавлением от многовекового персидского господства.
Также договор имел большое значение для армян, проживавших на территории Персии. Именно благодаря стараниям Нерсеса Аштаракеци, и имевшейся у него поддержки в военно-политических кругах России, удалось включить в проект договора статью, дающую право мирному населению переселяться из Персии в Россию и наоборот. После подписания договора десятки тысяч армян смогли переселиться на российскую территорию из Персии, куда в начале XVII века шахом Аббасом была выселена значительная часть армянского населения региона. Помимо армян, на территорию России переселялись семьи мусульман и ассирийцев.
В результате Туркманчайского и предшествовавшего ему Гюлистанского мирного договоров, значительная часть азербайджанцев оказалась разделена между двумя империями, что в итоге привело к тому, что одна его часть, проживавшая в составе Российской империи, а ныне в Азербайджанской Республике на севере, стала развиваться по одной модели, а другая, бо́льшая часть, проживавшая в составе Каджарской Персии, а ныне Исламской Республики Иран на юге, — по совершенно другой.
Советские историки Л. М. Кулагина и Е. В. Дунаева отмечают, что Туркманчайский мир, положив конец многочисленным в прошлом войнам между государствами, явился основой для дальнейшего развития русско-персидских отношений. Однако, советский историк Н. А. Кузнецова подчёркивает, что в самой Персии весть о подписании мира на таких условиях была воспринята как унижение, а для выплаты контрибуции объявлялось о введении дополнительных налогов с населения. Все слои населения обвиняли Аббаса-Мирзу в проигрыше, многие ханы лишились земель, духовенство доходов, а знать титулов. Всё это в конечном счёте приводило к усилению негатива по отношению к России и её представителям в Персии.
Историки У. Аллен и П. П. Муратов отмечают, что с подписанием договора «… русские укрепили свое господство над всем восточным Закавказьем» и «договор окончательно устранил персов как фактор закавказской политики». Немецкий историк Фридрих Энгельс указывал, что «Туркманчайский договор превратил Персию в вассала России». Подобному мнению придерживается и британский историк Питер Хопкинс, который отмечает, что следствием заключения Туркманчайского мира стала потеря Великобританией своего прежнего очень серьёзного влияния в Персии, которое было уступлено нарастающему влиянию Российской империи.
По мнению иранского историка Мехди Моджтахеди, «Иран полностью капитулировал, а Каджары стали политическим орудием России». По выражению другого иранского историка М. Афшара: «Туркманчай был началом политического упадка Ирана, а империя шаха была не только лишена права бороться против своего могущественного соседа, но даже сопротивляться ему», а территориальные уступки в пользу России согласно договорам 1813 и 1828 годов он называл «открытием дверей собственного дома своему наиболее непримиримому врагу».
Договор составлял основу русско-иранских отношений вплоть до Октябрьской социалистической революции. В соответствии со статьёй XI «Договора между Россией и Персией», подписанного 26 февраля 1921 года и ратифицированного 26 февраля следующего года, Туркманчайский мир официально был аннулирован странами-подписантами: «Советское правительство объявляет все договоры, концессии и соглашения, заключенные бывшим царским правительством с Ираном и приводившие к умалению прав иранского народа, отмененными и потерявшими всякую силу».

## Память

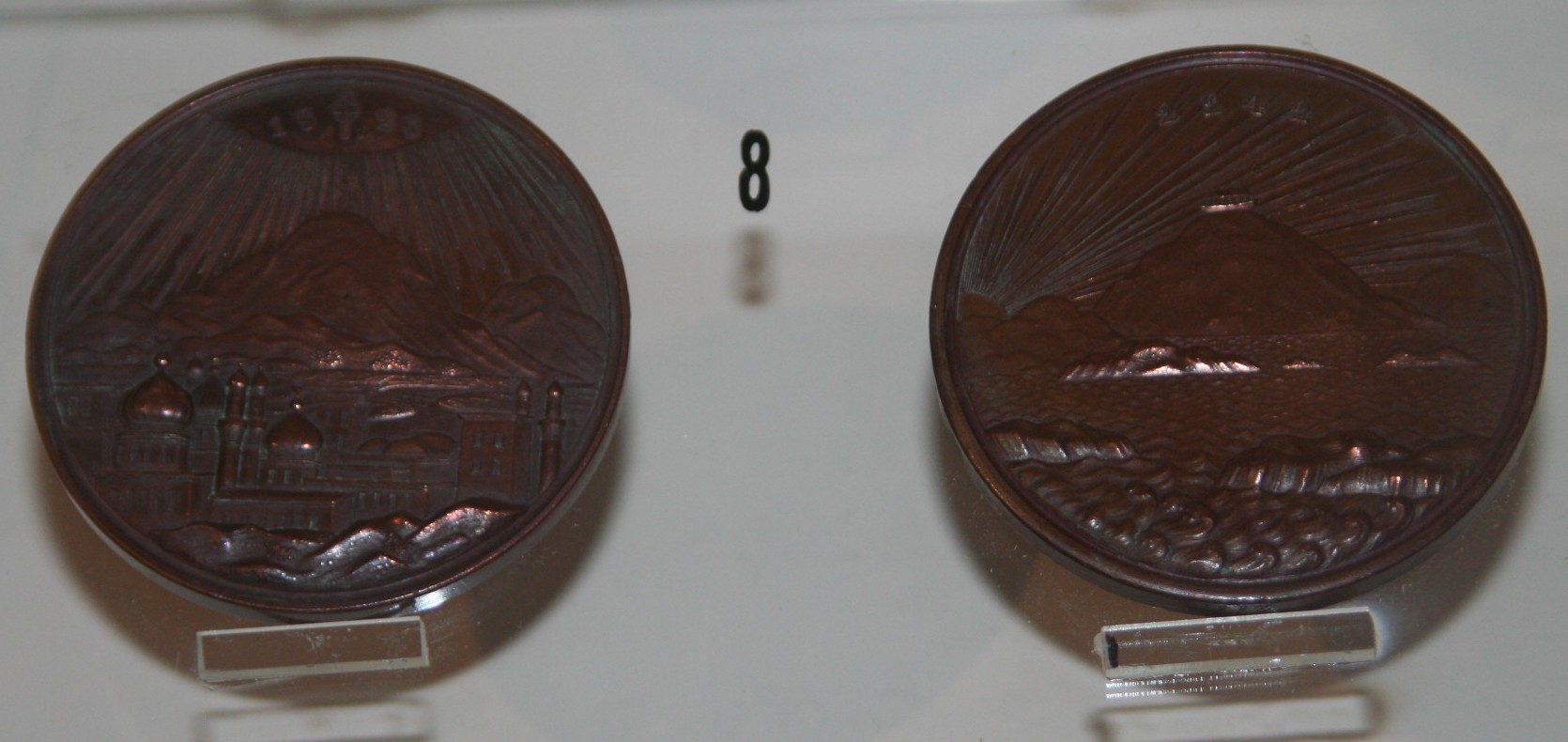
Медали «В память заключения мира с Персией (1828)». Музей истории Азербайджана, Баку, Азербайджан

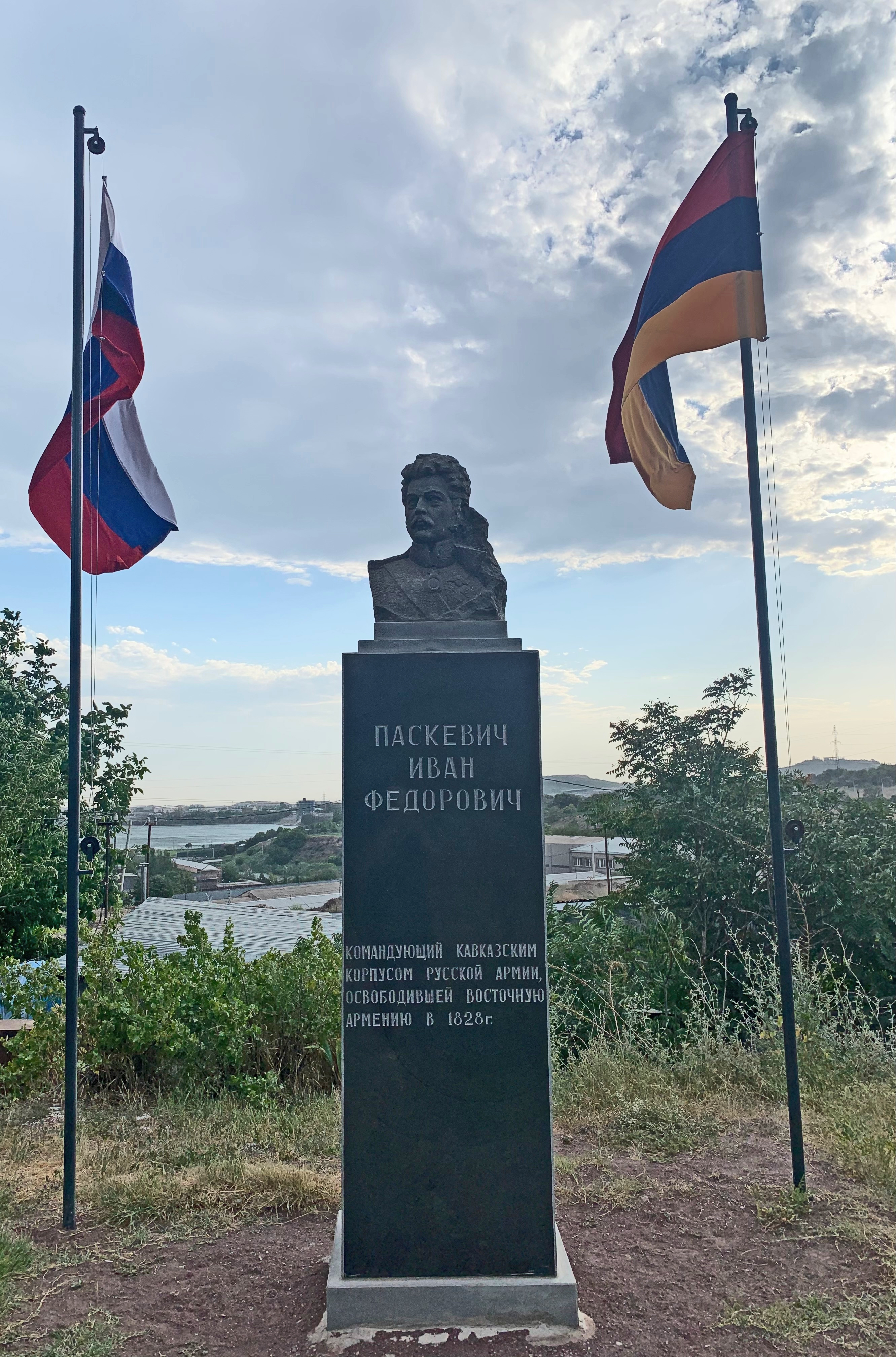
Бюст И. Ф. Паскевича, Ереван, Армения

Медальером Ф. П. Толстым была выполнена медаль «В память заключения мира с Персией (1828)».
В 1978 голу, к 150-летнему юбилею вхождения Восточной Армении в состав Российской империи в городе Кировакан Армянской ССР был установлен бюст-памятник командующему Отдельного Кавказского корпуса И. Ф. Паскевичу. Однако во время сильнейшего Спитакского землетрясения 1988 года он был утерян. В 2003 году, к 175 летнему юбилею, усилиями общественной организации «Друзья России» найденный памятник был отреставрирован и установлен на месте, где находилась русская ставка во время осады Эриванской крепости, сегодня это место носит название «Холм Паскевича».
В память о значительном вкладе А.C. Грибоедова в судьбу армянского народа, в 1974 году в Ереване был открыт памятник русскому поэту и дипломату, у которого в юбилейные даты проводятся памятные мероприятия.
В Азербайджане, Армении и России различными общественно-политическими и научными организациями, а также образовательными учреждениями проводятся мероприятия (научные конференции, семинары, круглые столы, выставки и пр.), посвящённые годовщинам подписания договора.